# Alfredo Massue

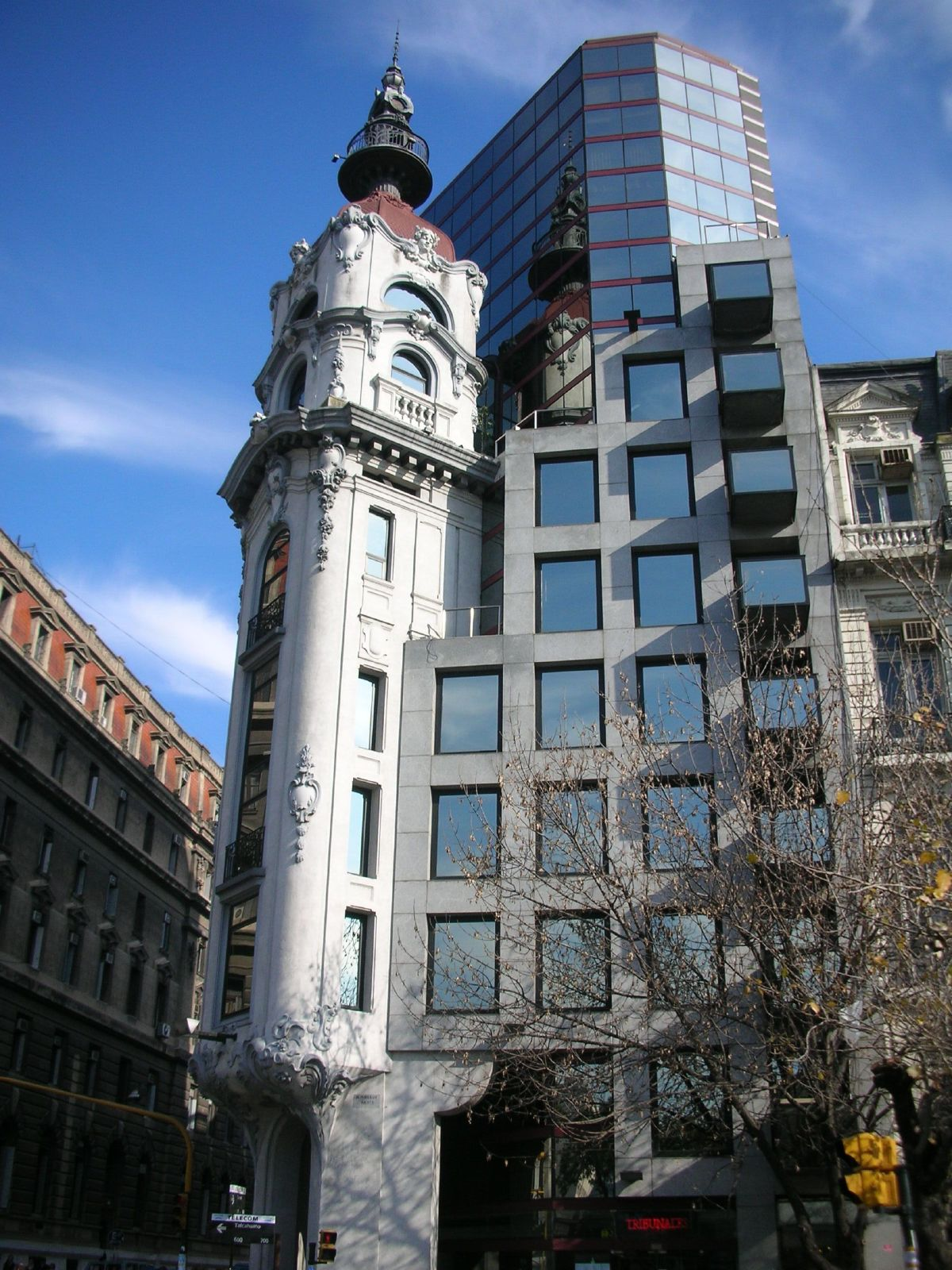
Lo que queda del Mirador Massue.

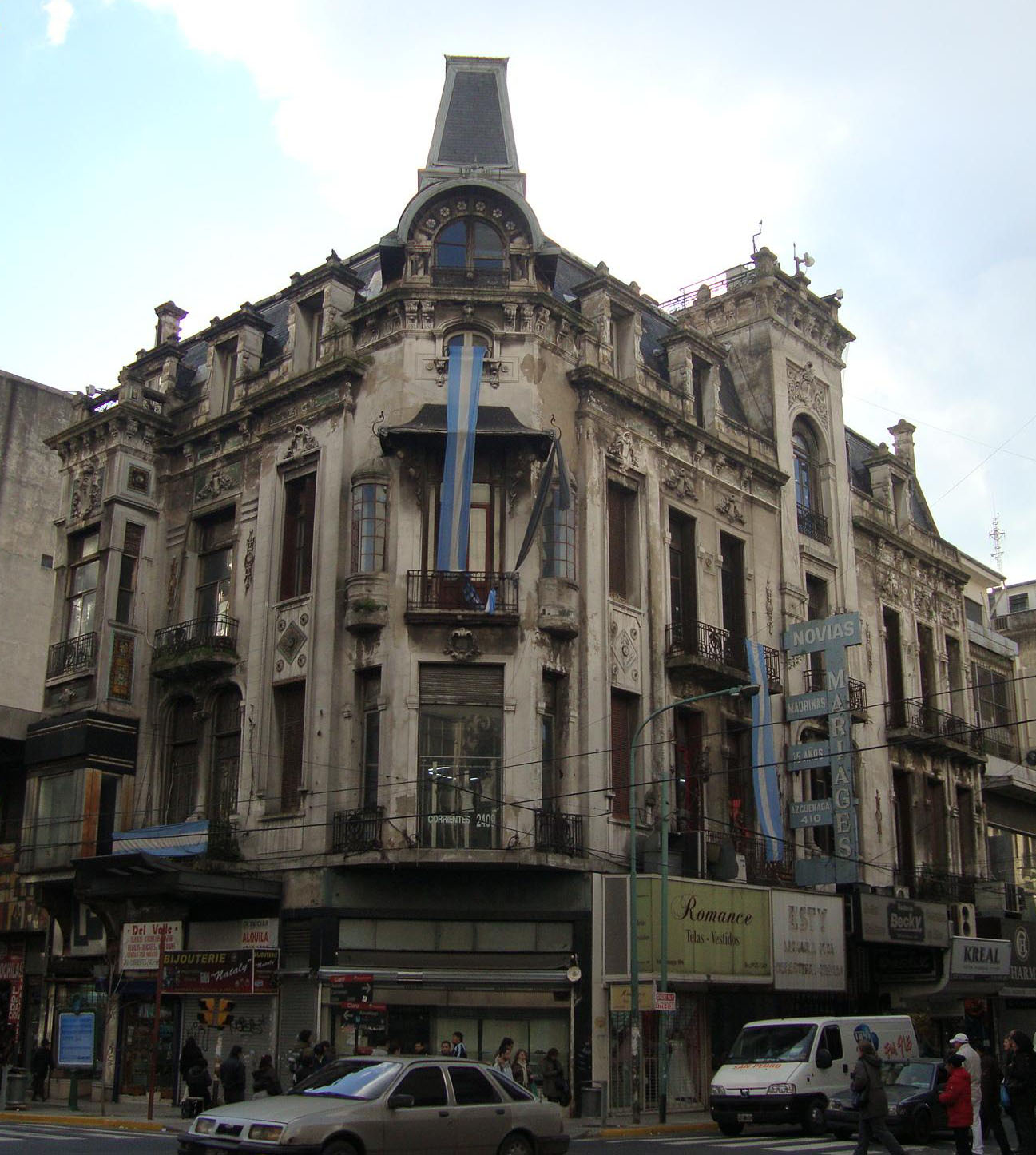
Edificio en Av. Corrientes 2409

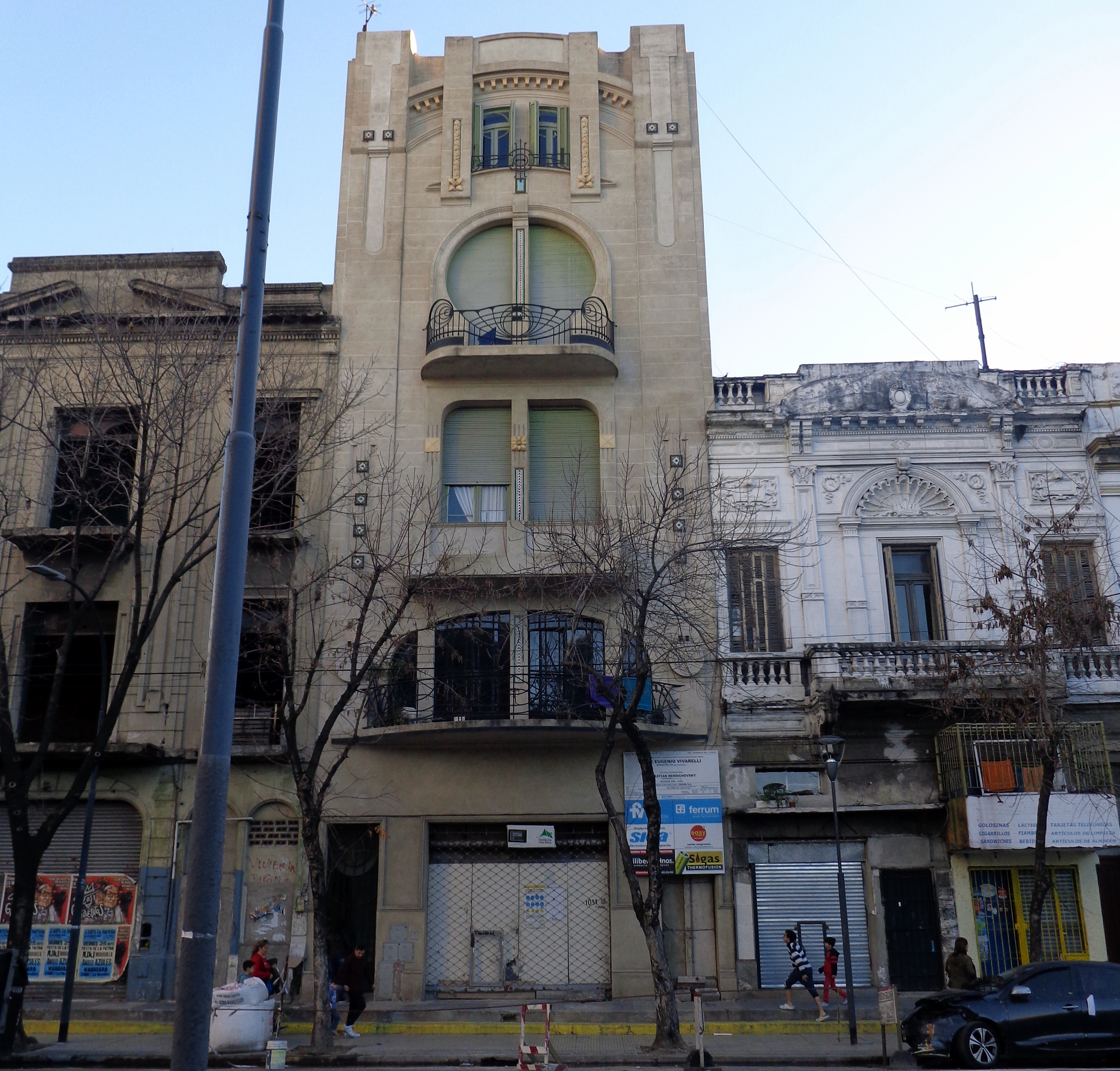
Avenida Almirante Brown 1037

Alfredo Massue (Pierre Paul Alfred Massüe, también conocido como Massué) (París, Francia; 1860 - Barcelona, España; 1923) fue un arquitecto que trabajó principalmente en la zona del Río de la Plata, tanto en Buenos Aires (Argentina) como en Montevideo (Uruguay).
Importante arquitecto del art nouveau y del eclecticismo antiacademicista, llegó primero a Montevideo. En 1886 se casó con Dolores Mernies en la ciudad de Mercedes. En Uruguay realizó la casa de campo en Colón para el Presidente Juan Idiarte Borda y el Palacio Heber Jackson (año 1897), actual Museo del Gaucho.
Se instaló en Buenos Aires cuando tenía alrededor de 30 años.
En 1895 participó junto al uruguayo Baeza Ocampo del concurso de anteproyectos para el Palacio del Congreso Nacional, finalmente ganado por el italiano Víctor Meano. Entre sus obras destacadas que siguen en Buenos Aires están la vivienda de la calle Herrera 775 (año 1902), la de México 2936 (año 1905), la de Av. Independencia 1381, la de General Hornos esquina Aristóbulo del Valle y la de la Avenida Almirante Brown 1037 (año 1913).
Uno de sus mayores trabajos es el gran edificio sobre la calle Bernardo de Irigoyen, entre las avenidas de Mayo y Rivadavia, que fue modificado según el gusto racionalista en los años 1940. Otros edificios de departamentos de su autoría están en la calle Adolfo Alsina 763, Montevideo 981 y Combate de los Pozos 247. Colaboró con el arquitecto Robustiano Pazos para otro edificio en Av. Corrientes 3266. En Av. Corrientes 2409, sobrevive en estado ruinoso otro edificio de Massüe, de tres plantas y mansarda. También puede encontrarse una vivienda familiar, de varias plantas, en el Pasaje Félix Lora, a mitad de cuadra, vereda Este (entre Yerbal al 900 y Av. Rivadavia al 5500) en el Barrio de Caballito.
Sin embargo su edificio emblemático es el conocido como Mirador Massue. Fue realizado por encargo de David Costaguta y se construyó en 1903 en el cruce de las calles Talcahuano y Tucumán. Se destacaba por la elaborada torre con mirador en la esquina, única parte que sobrevivió en 1989, cuando fue casi totalmente demolido para construir un edificio de oficinas, y ante la reacción general el proyecto (a cargo de los arquitectos Caffarini y Vainstein) fue modificado para conservar la esquina original. Sobre la calle Tucumán (nº 1237 a 1249), aún existe una propiedad que continuaba la fachada del edificio del Mirador, y también fue un trabajo de Massüe para David Costaguta.